# Мерейський сільський округ
Мере́йський сільський округ (каз. Мерей ауылдық округі, рос. Мерейский сельский округ) — адміністративна одиниця у складі Таскалинського району Західноказахстанської області Казахстану. Адміністративний центр — село Мерей.
Населення — 1551 особа (2021; 1629 у 2009, 2091 у 1999, 2185 у 1989).
Станом на 1989 рік існувала Ульянівська сільська рада (села Астраханкіно, Білугино, Логашкіно, Родник, Чорна Падина), село Джемчин перебувало у складі Кощинської сільської ради. Після 1999 року село Чорна Падина було передано до складу Актауського сільського округу, а село Джемчин увійшло до складу Ульянівського сільського округу. Пізніше округ було перйменовано в Мерейський.

## Склад
До складу округу входять такі населені пункти:
| Населений пункт | Старі назви     | Населення, осіб (1989) | Населення, осіб (1999) | Населення, осіб (2009) | Населення, осіб (2021) |
| --------------- | --------------- | ---------------------- | ---------------------- | ---------------------- | ---------------------- |
| Айнабулак, село | Родник, Родники | 304                    | 346                    | 299                    | 278                    |
| Аккайнар, село  | Астраханкіно    | 280                    | 163                    | 61                     | 32                     |
| Мерей, село     | Логашкіно       | 933                    | 936                    | 864                    | 929                    |
| Оркен, село     | Білугино        | 348                    | 313                    | 165                    | 96                     |
| Тогайли, село   | Джемчин         | 320                    | 333                    | 240                    | 216                    |